# شورش (فیلم ۲۰۲۴)
شورش (به هندی: Dange) (به انگلیسی: Rioting) که در زبان تامیل با عنوان (به تامیلی: Por) (به انگلیسی: War) منتشر شد، یک فیلم هندی اکشن درام است که در سال ۲۰۲۴ به نمایش درآمد، کارگردانی آن را بوجای نامبیار بر عهده داشت. این فیلم که به‌طور همزمان به زبان‌های هندی و تامیل فیلم‌برداری شده است، هارشواردان رانه و ایهان بات در نسخه هندی نقش‌های اصلی را ایفا می‌کنند، در حالی که آرجون داس و کالیداس جایارام نقش‌های اصلی را در نسخه تامیلی به تصویر می‌کشند. نیکیتا دوتا، سانچانا ناتاراجان و تی‌جی بانو نقش‌های مکمل را بازی کرده‌اند.شورش  در ۱ مارس ۲۰۲۴ به نمایش درآمد که نظرات متفاوت منتقدان را در پی داشت.